# Broch von Ousdale
Der Broch von Ousdale (englisch Ousdale Burn) ist ein gut erhaltener Broch in bei Helmsdale in Sutherland in Schottland, mit intramuralen Nischen und einer Treppe. Ein paar Bereiche der Außenmauer sind sichtbar, im Inneren erreicht er eine Höhe von etwa 4,0 m. Der von einem mächtigen Sturz überdeckte Zugang liegt im Südwesten. Der Broch liegt hoch über dem Ousdale (Tal) in der Nähe der Einmündung des am Broch verlaufenden Baches in den Ousdale burn und ist von einem Rastplatz an der A9 aus zugänglich (500 m).

## Beschreibung
Der Außendurchmesser beträgt, bei einer Wanddicke von 4,5 m etwa 16,5 m, und der Innendurchmesser liegt bei etwa 7,4 m. Die Zugangspassage hat in der Ostwand eine ovale Wächterzelle (englisch guard-cell). Zwei weitere Nischen, die von zentral schmale Zugänge von der Innenseite haben, liegen in der Westmauer. Die südwestliche ist sehr klein. Die nordwestliche ist der Zugang zu einer Treppe, die im Uhrzeigersinn ansteigt. Ein Gesims befindet sich etwa 2,5 m über dem Boden, ähnlich wie im Kintradwell Broch. Eine Galerie über dem Zugang kann eine Entlastungsöffnung gewesen sein.

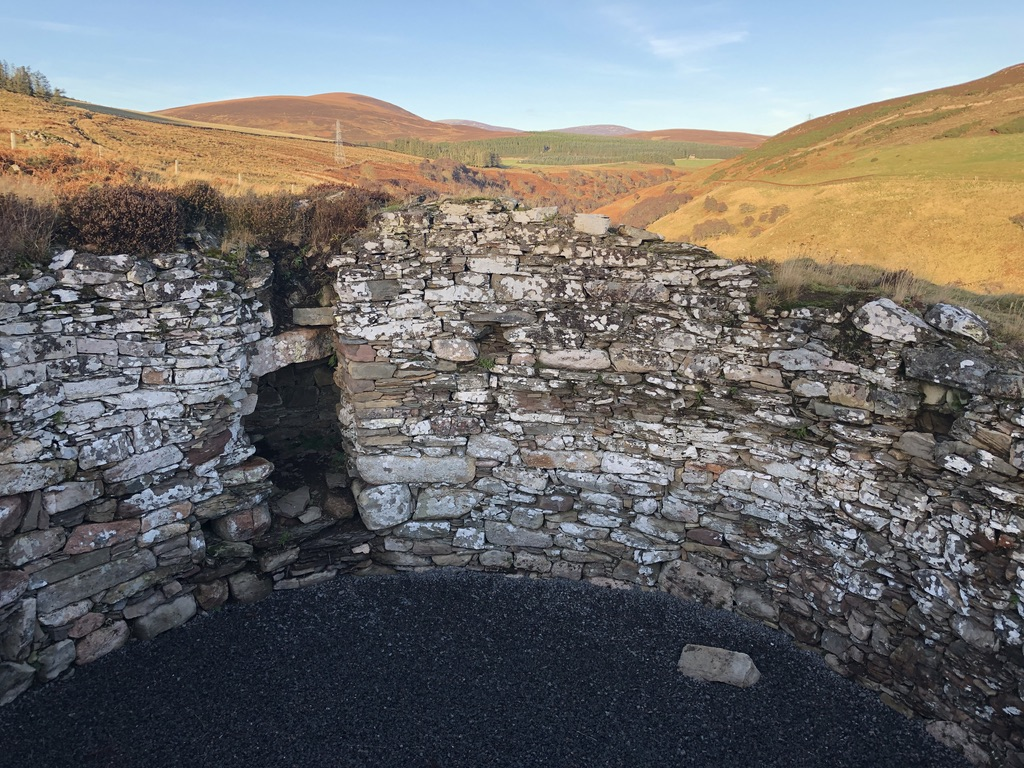
Broch von Ousdale

Eine Einfriedung umgibt den Turm im Nordwesten, wo 200 m entfernt auch die Reste mehrerer Häuser liegen. Drei lange Steinhügel liegen dazwischen.
In einer kleinen Öffnung über der Treppe wurde ein menschliches Skelett, mit dem Kopf nach unten gefunden, als der Broch im Jahr 1891 ausgegraben wurde. Eine zentrale Feuerstelle und im Boden eingebaute Steinbehälter wurden festgestellt.